# Kur cejloński
Kur cejloński (Gallus lafayettii) – gatunek dużego ptaka z rodziny kurowatych (Phasianidae). Występuje endemicznie na Cejlonie w Azji. Drugi człon łacińskiej nazwy pochodzi od Marie Joseph de La Fayette. Jest ptakiem narodowym Sri Lanki.

## Morfologia
Wyraźny dymorfizm płciowy. Kogut większy, o długości ciała 66–73 cm, kolorowy. Pióra ciała od żółtych po czerwone, ogon i brzuch czarny z purpurowym połyskiem. Młode koguty wybarwiają się w pełni w drugim roku życia. Kura dużo mniejsza, o długości ciała 35 cm.

## Systematyka
Gatunek monotypowy; proponowany podgatunek xanthimaculatus nie jest uznawany. Jeden z czterech gatunków ptaków z rodzaju Gallus. Pozostałe trzy to: kur bankiwa (G. gallus), kur siwy (G. sonneratii) i kur zielony (G. varius). Kur cejloński jest najbliżej spokrewniony z kurem siwym, chociaż samiec pod względem fizycznym przypomina najbardziej kura bankiwa. Samica kura cejlońskiego jest natomiast bardzo podobna do samic z gatunku kur zielony. Podobnie jak kur zielony, ptak ten należy do gatunków wyspowych, które wyewoluowały obok wyizolowanych, polujących na nie drapieżników i konkurujących z nimi o pokarm gatunków. Unikalne, złożone zachowania obronne i strategie w poszukiwaniu pożywienia wynikają z długiej historii ewolucji kurów cejlońskich.

## Rozród

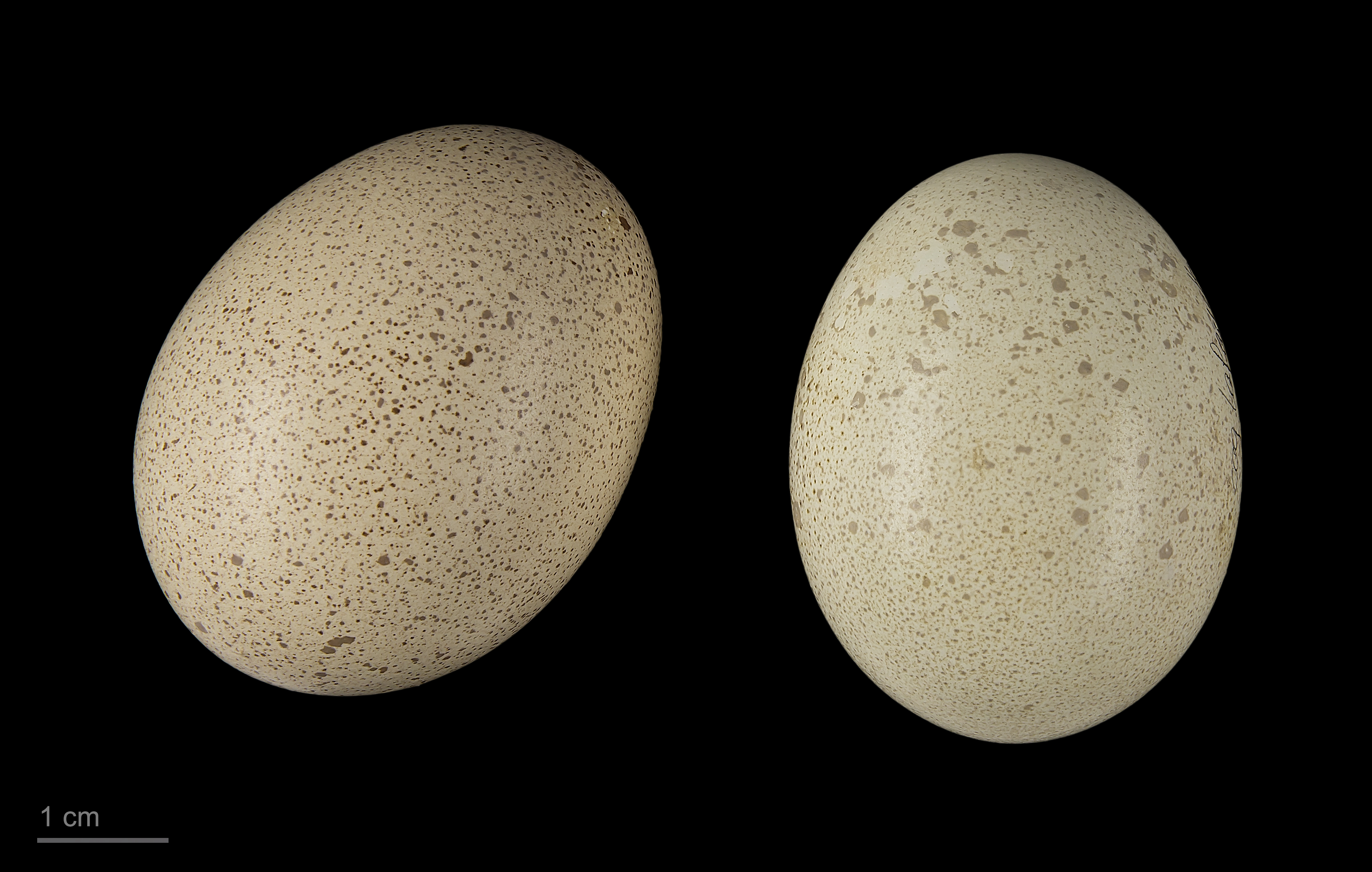
Jaja z kolekcji muzealnej

Samica składa od 2 do 9 jaj, które wysiaduje 20–21 dni. Młode opuszczają gniazdo po jednej nocy (zagniazdowniki). Samica sama opiekuje się pisklętami.

## Zachowanie i pożywienie
Kury cejlońskie przebywają zazwyczaj na ziemi, czasem wspinają się na drzewa (zaobserwowano lęgi na wysokości 3–4 metrów w gniazdach ptaków drapieżnych). Większość czasu zbierają nasiona, owoce i drobne bezkręgowce. Sporadycznie żywią się gadami.

## Status
IUCN uznaje kura cejlońskiego za gatunek najmniejszej troski (LC, Least Concern). Liczebność populacji nie została oszacowana, ale ptak ten opisywany jest jako lokalnie bardzo liczny. Ze względu na brak dowodów na spadki liczebności bądź istotne zagrożenia dla gatunku BirdLife International uznaje trend liczebności populacji za stabilny.